# Tétuine
La tétuine est un composé chimique de la famille des flavones. C'est plus précisément un hétéroside, le 6-O-glucoside d'une flavone, la baicaléine. Elle est notamment presente dans les graines de l'Oroxylum indicum.